# 溫寧君
溫寧君（韓語：온녕군；1407年—1453年），名李裎（韓語：이정），是朝鮮太宗的庶子，生母為信嬪辛氏。
1425年，封嘉靖大夫。根據《朝鮮王朝實錄》的記載，溫寧君性格放蕩，1430年（世宗十二年）元旦朝賀之時，他與惠寧君李祉用笏板打慎宜君李仁的梁冠墜地，慎宜君隨即也踢溫寧君的梁冠，溫寧君因此遭到彈劾。朝鮮世宗認為三人在朝班戲謔殊為無禮，然而慎宜君作為溫寧君的從侄，竟敢踩踏長輩的梁冠，十分無禮。因此世宗將慎宜君逐出城外，但卻沒有治溫寧君和惠寧君的罪。同年，又因為在宗學與惠寧君相互戲謔，而遭到宗簿寺的彈劾。1430年，正式受封溫寧君，拜正一品。1438年世宗駕崩後，又因為在國喪期間飲酒作樂而遭到彈劾。
文宗駕崩、端宗繼位後，讓寧大君和溫寧君一起去拜見首陽大君李瑈（即後來的朝鮮世祖），讓寧大君握住首陽大君的手，認為首陽大君將會是未來的君主。1453年，溫寧君卒。端宗停朝三日，賜賻麻布四十匹、苧布三匹、米豆幷一百石、紙二百卷。諡良惠。其墓在首爾城北區彌阿洞。

## 家族
| 称谓 | 姓名                | 备注                           |
| ---- | ------------------- | ------------------------------ |
| 父亲 | 李芳远 朝鲜太宗     | 朝鲜第3代国王。                |
| 母亲 | 宁越辛氏 信嫔辛氏   | 太宗后宫。                     |
| 夫人 | 顺天朴氏 益山郡夫人 | 朴安命女。                     |
| 儿子 | 李踵 牛山君         | 其生父为谨宁君李襛，系干儿子。 |
| 孙子 | 李援 龙城君         |                                |
| 孙子 | 李捴 茂丰君         |                                |
| 孙子 | 李挺 韩山君         |                                |
| 孙子 | 李㨂 花原君         |                                |
| 孙子 | 李抃 锦川君         |                                |
| 孙子 | 李揵 青阳君         |                                |
| 孙女 | 全州李氏            | 嫁于유탄                       |
| 孙女 | 全州李氏            | 嫁于이수려                     |